# برونو واتواز
برونو واتواز (انگلیسی: Bruno Vattovaz; ۲۰ فوریهٔ ۱۹۱۲ – ۵ اکتبر ۱۹۴۳) قایقران روئینگ اهل پادشاهی ایتالیا بود.